# Fosen

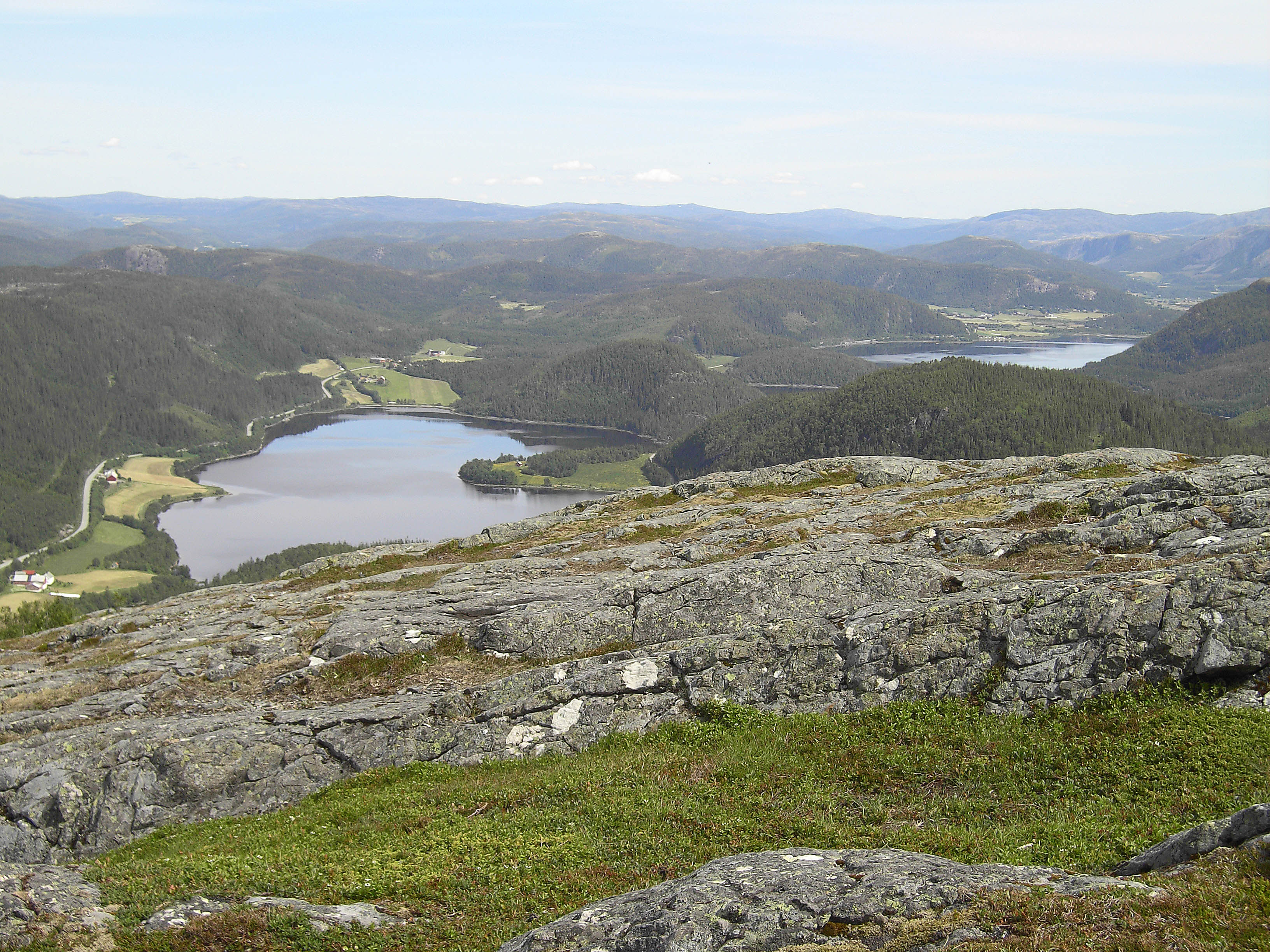
Vista del nord de Fosen; Åfjord.

Fosen és un districte tradicional noruec i una península repartit en els comtats de Sør-Trøndelag i Nord-Trøndelag, encara que no tots els municipis d'aquests comtats formen part d'aquest districte. Fosen està compost pels municipis següents: Osen, Roan, Åfjord, Bjugn, Ørland, Rissa, Agdenes, Snillfjord, Hemne, Hitra i Frøya.

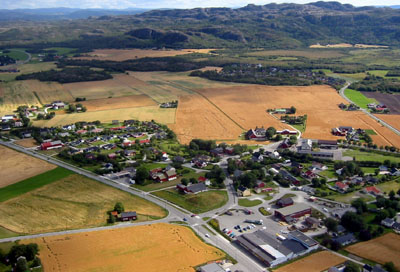
Ørland és l'única àrea dominada per terres baixes de la península

El districte està dominat per valls boscoses, llacs, penya-segats costaners, i de muntanyes interiors que arriben fins a 700 m d'altitud. La costa occidental té molts esculls i algunes illes, com la Stokkøya. Al districte hi ha bons rius de salmons i àguiles marines i altres aus marines són molt comunes al llarg de la costa, sobretot a la zona poc profunda prop d'Ørland.
A la costa oest els hiverns són suaus, i alguns llocs (just a l'oest de les muntanyes) reben de mitjana més de 2000 mm de precipitació per any. Una part dels boscos de coníferes costaneres escandinaus es troba a la península, i àrees més petites es classifiquen com a bosc temperat plujós amb diverses reserves naturals. La reserva natural més gran és la d'Øyenskavelen (5.316 hectàrees), amb molts tipus de la naturalesa incloent boscos intactes, alguns d'aquests classificades com a selves.
Fosen també té una Folkehøgskole (escola de vaixells). Ensenya temes inusuals com la vela i la construcció de vaixells noruecs tradicionals, l'agricultura orgànica, arts noruecs tradicionals i artesanies, vida de la natura, etc.